# Patiya
Patiya är en ort i Bangladesh.   Den ligger i provinsen Chittagong, i den sydöstra delen av landet, 230 km sydost om huvudstaden Dhaka. Patiya ligger 11 meter över havet och antalet invånare är 51 360.
Terrängen runt Patiya är platt. Runt Patiya är det mycket tätbefolkat, med 1 819 invånare per kvadratkilometer.. Närmaste större samhälle är Chittagong, 15,9 km väster om Patiya.
I omgivningarna runt Patiya växer huvudsakligen savannskog.